# Potentilla imbricata
Potentilla imbricata là loài thực vật có hoa trong họ Hoa hồng. Loài này được Kar. & Kir. miêu tả khoa học đầu tiên năm 1841.